# Strange Clouds (музички албум)
Strange Clouds је други студијски албум америчког хип хоп извођача B.o.B-а, издат 1. маја 2012. године, од стране издавачких кућа Гранд хустл, Ребел рок ентертајнмент и Атлантик рекордса. На албуму гостују Морган Фриман, Тејлор Свифт, Лил Вејн, Крис Браун, T.I., Ники Минаж, Рајан Тедер, Лауријана Мае, Playboy Tre, Треј Сонгз, Нели и Роско Даш, док су албум продуцирали Dr. Luke, Cirkut, Рајан Тедер, Lil' C, Mynority, Stargate, Frequency, Mike WiLL Made It, P-Nasty, Super Water Sympathy, Kutta, Billboard, Џејмсон Џонс, Џим Џонсин и B.o.B.

## Позадина
B.o.B је први пут о албуму причао у мају 2011. године, у интерјуу за МТВ. На музичком фестивалу South by Southwest, рекао је за МТВ: "Морао бих да упоредим излазак албума са мојим првим албумом. Када први пут снимате албум много узбудљивије него други пут. Није да други пут није узбудљиво, то је само ... иницијално узбуђење када коначно имате тај први албум. Мислим да ће људи дефинитивно бити изненађени музиком коју ће чути на другом албуму, Мислим да не би очекивали да то долази од мене." На дан 9. јуна 2011. године, B.o.B је потврдио да ради на свом другом албуму. У изјави датој за сајт MLive.com, рекао је: "Стварно сам узбуђен око овога. Увијек сте узбуђени око сваког пројекта. Али, стварно осјећам да растем са овим. Више сам свјестан себе на музичком инструменту, кроз звуке. Више је намјерно." Такође говорио је о процесу стварања пјесама, као и да ли је уживо изводио пјесме: "Правим музику само да бих је изводио. Много мисаоног процеса иде у стварно извођење." У интервјуу који је дао за Дејли Оранж, рекао је: "Музика је зрелија, али ништа превише експериментално. То је срећна средина између пјесама са албума B.o.B Presents: The Adventures of Bobby Ray и миксева, тако да би требало да сви могу да уживају у њему. Могу да кажем да сам 90% завршио тренутно, али назив албума још увијек неће бити објављен." На дан 23. септембра 2011. објавио је трејлер на свом званичном сајту, за сингл "Strange Clouds". У трејлеру је најављено да ће сингл бити објављен 3. октобра. Сингл је ипак објављен прије најављеног датума — 25. септембра, док је на Ајтјунсу објављен 27. септембра.
На дан 27. септембра 2011. године, B.o.B се појавио онлајн преко видео стрима на радио станици у Атланти V-103 WVEE, како би промовисао водећи сингл на албуму "Strange Clouds". Открио је да ће назив албума бити такође Strange Clouds, као и да ће албум бити издат у прољеће 2012. године. Прву сесију слушања албума одржао је у Три Соунд студију 25. октобра 2011. године. Седам нових пјесама је преглеано током сесије, укључујући сингл "Play the Guitar", који је снимио са репером André 3000. Потврђено је да ће на албуму гостовати и други извођачи, као што су Лил Вејн, Big K.R.I.T. и Нели, док је такође снимио и пјесму под називом "Arena" са репером T.I. Као додатак снимао је пјесму са групом OneRepublic, за коју је истакнуто да је "пјесма 2012 са мега дуетом, од некога ко никад не снима дуете ни са ким!" На дан 15. новембра 2011. године, открио је да ће објавити микс под називом E.P.I.C. (Every Play Is Crucial) прије изласка албума. Микс је објављен 28. новембра 2011. године, на миксу су се појавили Еминем, Мос Деф, Роско Даш, Мек Мили, и Bun B између осталих, док су га продуцирали Рајан Тедер, Lil' C и Џим Џонсин. Двије пјесме са микса "What Are We Doing" и "Guest List" су се нашле на делукс издању бонус пјесама. Албум је првобитно требало да изађе 13. марта 2012. године, али је 9. фебруара B.o.B објавио да је излазак одложен и да је нови датум изласка 1. мај 2012. године. На дан 21. фебруара 2012. године, други сингл под називом "So Good", објављен је на радију и дигитално за преузимање.
B.o.B је објаснио да је назив албума дошао из концепта: "Чудни облаци је нека врста научно фантастичне врсте наслова, помијешане са рекреативним активностима. То је стварно као фузија животног стила хип хопа и људи чије мисли прелазе у другу област размишљања, ван норме, која се може сматрати чудном или необичном или јединственом. И осјећам се као да се ради о хибридизацији ова два различита свијета - на нивоу земље до неба. Ако то има смисла." B.o.B је претходно обећао фановима другачију музику у поређењу са дебитантским албумом: "Осјећам се као да је звук континуум са последњег албума, само зрелији, префињенији, више конверзивни у тренуцима. Знаш, ја стварно доводим људе ближе томе ко сам и шта ме тјера да помислим, и ... моја прича, одрастам као дијете и само допустим људима да знају ко сам заиста. Мислим да људи стварно не знају довољно ко сам. Знате, прошле године сам имао стварно добру годину, и то се десило стварно брзо ... Морао сам да седнем годину. Снимио сам албум - провео сам око 13-14 мјесеци. Спреман сам стварно да изградим везу са мојим фановима."

## Композиција

### Снимање и продукција
На албуму Strange Clouds B.o.B је радио са уобичајеним сарадницима као што су Џим Џонсин и Dr. Luke, који је продуцирао хит синглове "Magic" и "Strange Clouds". У интервјуу за сајт Rap-Up, Џим Џонсин је причао о албуму који треба да изађе, преко његове дискографске куће Ребел рок: "Уклонили смо четири пјесме и ту су двије које ми се стварно свиђају. Једна пјесма је налик на реге, хип хоп са мало регеа. Прилично је велико. Мислим да је то могући сингл. Схватио је правац и ја се надам да ћу заједно са њим урадити још три или четири сингла прије него што албум буде завршен. Док је на дебитантском албуму било много гостију, Џонсин је изјавио да не очекује да ће бити толико гостију овог пута: "Мислим да неће радити много дуета овог пута. Мислим да ће на већини синглова бити он сам, жели да фанови чују много од њега на овом албуму. Биће невјероватно."
Мак из часописа Sound-Savvy упитао је да ли ће приступ овом албуму бити другачији, на шта је одговорио: "Осјећам као да морам да комбинујем начин приступа миксовима и студијским албумима. Са албумом The Adventures of Bobby Ray била је веома кондензована верзија, са само 11-12 пјесама. Хтио сам да будем способан да покажем људима који су се заљубили у миксеве, од Cloud 9 до The Adventures of Bobby Ray, хтио сам да стварам музику за те фанове." Нагласио је значај тога да остане досљедан себи и да увијек користи свој глас да би представио своје идеје и испоручио поруке. Рекао је ", мој отац ми је увијек говорио 'Сада ћеш да покажеш људима да знаш музику, али врло брзо показаћеш људима да знаш људе'. И ја осјећам као да је овај албум више на том савјету, али и даље има још бољу и зрелију музикалност."
У интервјуу за Rap-Up, истакао је да је за овај албум користио другачији и искренији приступ: "Осјећам као да је овај албум кулминација моје животне приче. Доводим људе у мој свијет само са причом и блоковима који су створили B.o.B-а и ја сам хтио да проводим што више времена са тим. Много је више фокусиран на звукове који долазе. Био сам много више искренији на овом албуму. Осјећам као сам непрекидно искрен, од тренутка до тренутка, али константно се мијењам." У истом интервјуу рекао је да је он сам урадио 60% продукције: "Када сам правио овај албум, хтио сам да будем сигуран да сам дио свега што се прави, чак и када је демо миксован. Стварно сам хтио да будем у пројекту. Морате да га третирате као дијете. Морате га његовати и дати му праву количину пажње."

### Пјесме и текстови
На дан 25. октобра 2011. године, у студију Тре соунд, B.o.B је. извео осам пјесама са албума за одабрану публику. Једна од представљених пјесама била је "Play the Guitar", његова ода инструменту који је изабрао. Пјесму је описао као ону која изражава његову љубав према музици и гитари. На пјесми је учествовао и André 3000, који је познат по својим многобројним гостовањима у пјесмама. B.o.B је о пјесми рекао: "Осјећам да показује људима да смо два различита умјетника и ми заправо стварамо музику другачије и имамо своје сопствене стилове. Нећу рећи да да нема утицаја Ауткаст]а и Андреа, али осјећам то као да је тренутак 'предавања бакље'. Они ми заиста дају много љубави у дуету и радујем се да чујем шта људи имају да кажу о томе." У рефрену за пјесму "Play the Guitar" налази се узорак T.I.-јеве верзије пјесме "Fancy", коју је првобитно отпјевао Drake. B.o.B га је упознао са својим поријеклом свирања гитаре, које је покупио након подстицаја од свог брата. Пјесма је ипак изостављена са албума, због лоших перформанси на листама.
Учествовао је у непотпуној верзији пјесме "5 on the Kush", која није миксована нити опремљена. На пјесми су такође учествовали Big K.R.I.T. и још један необјављени репер, чији стихови се нису чули. B.o.B је то описао као добру јужну хип хоп пјесму. Часопис Sound-Savvy је написао "Звучи као из веома старе школе, са спорим тактовима и са јужним ударом на њу. Ово је музика за ауто." Накнадно је откривено да је необјављени репер Bun B, некада дио хип хоп дуа UGK. Пјесму је продуцирао 2 Much, а она се појавила на B.o.B-овом осмом микс диску под називом E.P.I.C (Every Play Is Crucial). Мак из часописа Sound-Savvy назвао је пјесму "Arena", коју је снимио са репером T.I. "правом стадијумском пјесмом, инспирисаном његовим наступима уживо и склоности ка интеракцији са фановима на концерту." B.o.B је рекао да хоће да направи "нешто за фанове да пјевају сами под тушем", док се Мак сложио написавши: "Довољно је, према крају пјесме, један поглед око собе рекао ми је да је његов план радио. Велики дио публике је загризао удицу. Чудно и није много компликовано."
Пјесма под називом "So Hard to Breathe" отпјевана је на сесији преслушавања, гдје је B.o.B назвао полубратом или наставком пјесме "Don't Let Me Fall", са његовог првог студијског албума. Пјесму је продуцирао сам B.o.B и написао је рефрен заједно са Шоном Геретом. Мак из часописа Sound-Savvy написао је: "стартује свечаним уводом акустичном гитаром и напредује у узвишену подршку електричном гитаром. Текстуално, има тонове који представљају и интроспективу и ретроспективу његове каријере до сада и његовог живота прије положаја звијезде. Обавијестио нас је да је ова пјесма фаворит обоје, њега и његовог тима. Могу да чујем дефинитивно зашто." У интервјуу датом за PopCrush B.o.B истакао је да му је најдража пјесма са албума "So Hard to Breathe": "Моја омиљена пјесма са овог албума је … зове се ‘Hard to Breathe.’ Можда се буде звала другачије. Нисам сигуран како желим да је назовем још увијек. Али сада претпостављам да је ‘Hard to Breathe’. Могао бих да је назовем ‘Asphyxiation’, али онда не би било веома добро. Биће то као наставак пјесме ‘Don’t Let Me Fall’". "So Hard to Breathe" је објављена као други промотивни сингл за албум, 17. априла 2012.
Прије него што је отпјевао пјесму "MJ", дуетску нумеру са Нелијем, B.o.B је подсјетио публику да је увијек био тип умјетника који каже како се осјећа и да албум показује све његове стране. Пјесма га је водила до осмишљавања новог израза за балин, емџеринг. Изјавио је: "пјесма је о балину, осјећам да тај израз расте у универзални израз. Знате, било ко може да каже то. Знате, петогодишњи дјечак уписан у мању спортску лигу може да каже 'ја сам балин'. Извршни директор посла низ улицу напуштајући посао, доносећи одлуку о послу лијево и десно, улазећи у свој ауто може да каже 'ја сам балин'. И то је оно о чему се ради. У питању је емџеринг." Пјесма је укључена у делукс издање као бонус пјесма.
Рајан Тедер је радио на пјесми "So Good", коју је описао као "пјесму побједничког круга са великим звуцима према којима ће нагињати много људи". Мак из часописа Sound-Savvy написао је: "У концепту и звучно подсјећа на сингл групе One Republic "Good Life", али има неколико разлика. Није рипоф ни у једном погледу. Могу да га чујем као добар љетњи сингл за поп станице". "So Good" је последње прегледана пјесма у сесији преслушавања, ипак на захтјев женског члана публике да чује "пјесму за даме", отпјевао је пјесму "Circles". Мак из часописа Sound-Savvy написао је: "Није била једна од најјачих, али није ни била безвриједна. Добила је велику похвалу и аплауз од дама, које су му ставиле до знања да им се свиђа." Продуцент албума и директор издавачке куће Џим Џонсин рекао је за пјесму под називом "Rule the World" да ће се можда наћи на албуму и можда буде објављена као сингл: "Уклонили смо четири пјесме и ту су двије које ми се стварно свиђају. Једна пјесма је налик на реге, хип хоп са мало регеа. Прилично је велико. Мислим да је то могући сингл."
На дан 8. јануара 2012. објављен је снимак са снимања пјесме "Fist Pump", коју је B.o.B снимио са репером Waka Flocka Flame. Било је гласина да ће се пјесма наћи на албуму, али је B.o.B на свом званичном налогу на твитеру објавио да ће се пјесма наћи на другом студијском албуму репера Waka Flocka Flame, под називом Triple F Life: Friends, Fans and Family. На дан 8. октобра 2011. године, B.o.B је гостовао на концерту поп пјевачице Тејлор Свифт у Даласу, гдје је изводио пјесму "Airplanes". Након наступа, почеле су спекулације око њиховог дуета. У марту 2012. године, у интервјуу датом за телевизију Fuse TV, на музичком фестивалу South by Southwest (досл. јужно до југозападно), T.I. је потврдио да ће Тејлор Свифт учествовати у албуму. На дан 11. априла 2012. године, откривена је његова сарадња са Тејлор Свифт, на пјесми под називом "Both of Us".
На дан 20. марта 2012. године, објавио је трећи промотивни сингл са албума, под називом "Where Are You (B.o.B vs. Bobby Ray)". Пјесма је на исти начин као и пјесма репера T.I. под називом "T.I. vs. T.I.P.", са његовог другог студијског албума под називом Trap Muzik из 2003. године. B.o.B је претходно дотакао теме о своја два алтер ега, на микс диску објављеном 2009. године, под називом B.o.B vs. Bobby Ray. Пјесма је објављена само дан након што је његова издавачка кућа открила насловницу албума.

## Објављивање и промоција
Албум је првобитно требало да буде објављен 13. марта 2012. године, али је B.o.B 9. фебруара објавио да је датум помјерен и да ће албум бити објављен 1. маја 2012. Омот албума је откривен 19. марта; на омоту је Боби Реј у одијелу, држећи се за главу у наочарима за сунце, док стоји испод лебдећег облака. Затим, да би додао још више узбуђења, Варнер музичка група приказала је премијерно спот за сингл "So Good" 21. марта. На дан 20. априла, исјечци из стандардног издања албума приказани су у изложби, гдје је свака од 15 пјесама заузимала око минут. На дан 26. априла 2012. године, стандардно издање албума је објављено на његовом веб сајту, вијести, као и линк на којем могу да се послушају пјесме.

### Синглови
Водећи сингл и пјесма са наслова албума, "Strange Clouds" објављена је на Ајтјунсу 27. септембра 2011. године. Пјесма је дует са репером Лилом Вејном, док су је продуцирали Dr. Luke и Cirkut. Пјесма је дебитовала на трећем мјесту на Билбордовој листи дигиталних пјесама, са 197.000 преузимања у Сједињеним Државама прве недеље. На дан 10. октобра 2011. године, дебитовала је на седмом мјесту на Билборд хот 100 листи пјесама, као најбоља дебитантска пјесма те недеље. "Strange Clouds" означила је најбољу продајну дебитантску недељу за сингл, који је претходно држала пјесма "Airplanes" 1. маја 2010. године, са продатих 137.000 примјерака. На дан 9. фебруара 2013, пјесма "Strange Clouds" је добила сертификат платинум од стране Америчког удружења дискографских кућа (RIAA).
Пјесма "So Good" објављена је као други промотивни сингл за албум, 21. фебруара 2012. године. Пјесму је продуцирао Рајан Тедер, који је такође учествовао и вокално. На листи билборд хот 100 дебитовала је на 11 мјесту, 10. марта 2012, са 164.000 преузимања прве недеље. По броју преузимања у Уједињеном Краљевству пјесма је достигла седмо мјесто, што је био трећи његов сингл у топ 10.
Пјесма "Both of Us" била је трећи сингл на албуму и први пут је објављена 22. маја 2012. на радију Top 40 Mainstream. Пјесма је дует са поп пјевачицом Тејлор Свифт. На листи топ 50 у Аустралији дебитовала је на 46 мјесту са продатих 143.000 примјерака прве недеље. На листи билборд хот 100 дебитовала је на 18 мјесту и постала је топ дебитантски сингл те недеље. Пјесма је призната од стране критичара, посебно оних са стране Тејлор Свифт као државна реп сарадња, док су неки истакли да је слатка и мелодична привлачна пјесма.
"Out of My Mind" био је четврти сингл са албума. Као следећи сингл пјесма је потврђена преко твитер налога. Добила је претежно добре критике, посебно од стране Ники Минаж. Спот за пјесму објављен је у јулу 2012. године у Детроиту.

### Промотивни синглови
"Play the Guitar", је снимио са репером André 3000, док је продуцирао Салам Реми. Пјесма је требало да буде други сингл на албуму, али због слабих продајних перфоманси, коришћена је само у промотивне сврхе. Има узорака пјесме "Bo Diddley" од рокера Боа Дидлеја, као и пјесме "Fancy" од Дрејка, T.I. и Свиза Бица. "Where Are You (B.o.B vs. Bobby Ray)" објављена је као први промотивни сингл 20. марта 2012. године. "So Hard to Breathe" је објављен као други промотивни сингл 17. априла 2012. године.

### Остале пјесме
"Arena" се нашла на аустралијском радију крајем 2012. године. На листи је дебитовала на 79 мјесту 17. децембра. Пјесма је врхунац достигла доласком на 36 мјесто и сертификована је као "златна" од стране Аустралијске дискографске асосијације (ARIA), за продатих 35.000 примјерака.

## Критички пријем
| Професионални рејтинг | Професионални рејтинг |
| Резултати             | Резултати             |
| Извор                 | Рејтинг               |
| --------------------- | --------------------- |
| Allmusic              | [ 43 ]                |
| XXL                   | (XL)                  |
| Ролинг стоун          | [ 45 ]                |
| HipHopDX              | [ 46 ]                |
| Медија есентијалс     | [ 47 ]                |
| NME                   | 3/10                  |

Албум Strange Clouds добио је генерално позитивне рецензије од стране музичких критичара. Сајт Metacritic, који додјељује оцјене до 100 на основу критика, додијелио је албуму просјечну оцјену 65, на основу 16 рецензија, што указује на генерално повољне критике.

## Комерцијалне перфомансе
Албум је дебитовао на петом мјесту на Билборд хот 200 листи албума, са продатих 76.000 примјерака прве недеље. До новембра 2013. године продато је 297.000 примјерака у Сједињеним Државама.

## Списак пјесама
| №               | Назив                               | Аутор(и) | Продуценти                      | Трајање |  |
| 1.              | Bombs Away (ft. Морган Фриман)      | B.o.B | B.o.B                           | 5:28    |  |
| 2.              | Ray Bands                           | B.o.B, Џејмсон Џонс | B.o.B, Џејмсон Џонс             | 3:48    |  |
| 3.              | So Hard to Breathe                  | B.o.B, Шон Гарет, Фелари Сандерс, Такехито Като, Кајл Кинг                                                              | B.o.B                           | 4:21    |  |
| 4.              | Both of Us (ft. Тејлор Свифт)       | B.o.B, Џонс, Амар Малик, Dr. Luke, Cirkut, Тејлор Свифт                                                                 | Dr. Luke, Cirkut                | 3:36    |  |
| 5.              | Strange Clouds (ft. Лил Вејн)       | B.o.B, Џонс, Лил Вејн, Готвалд, Валтер                                                                                  | Dr. Luke, Cirkut                | 3:47    |  |
| 6.              | So Good                             | Брент Кузле, Рајан Тедер                                                                                                | Рајан Тедер                     | 3:33    |  |
| 7.              | Play for Keeps                      | B.o.B, Валентино Кан | Валентино Кан                   | 3:22    |  |
| 8.              | Arena (ft. Крис Браун и T.I.)       | B.o.B, T.I., Валтер, Готвалд, Кристофер Браун                                                                           | Dr. Luke, Cirkut                | 4:27    |  |
| 9.              | Out of My Mind (ft. Ники Минаж)     | B.o.B, Дисолје, DJ Frank E, Алекс да Кид, Стивен Хил, Метју Жомф, Џонс, Монтгомери III, Ники Минаж, Тим Сомерс, Готвалд | Dr. Luke, Billboard             | 3:43    |  |
| 10.             | Never Let You Go (ft. Рајан Тедер)  | B.o.B, Тедер, Занканела                                                                                                 | Рајан Тедер, Ноел Занканела     | 4:20    |  |
| 11.             | Chandelier (ft. Лауријана Мае)      | B.o.B, Катрин Хјуџ, Роберт Харгров, Брајан Фрајзел                                                                      | Frequency, Super Water Sympathy | 4:00    |  |
| 12.             | Circles                             | B.o.B, Хозе Лопез, Јасмин Прат, Монтгомери III                                                                          | Mynority, B.o.B                 | 3:47    |  |
| 13.             | Just a Sign (ft. Playboy Tre)       | B.o.B, Монтгомери III, Пјер Слагтер, Мајкл Вилијамс                                                                     | Mike WiLL Made It, P-Nasty      | 5:58    |  |
| 14.             | Castles (ft. Треј Сонгз)            | B.o.B, Тедер, Занканела, Тремејн Неверсон                                                                               | Рајан Тедер, Ноел Занканела     | 3:54    |  |
| 15.             | Where Are You (B.o.B vs. Bobby Ray) | B.o.B | B.o.B                           | 4:51    |  |
| Укупно трајање: | Укупно трајање:                     | Укупно трајање: | Укупно трајање:                 | 62:57   |  |

| №               | Назив                | Аутор(и)                                            | Продуценти        | Трајање |  |
| 16.             | MJ (ft. Нели)        | B.o.B, Нели, Николаос Јанулидис, Кордал Квин        | Unik, Lil C'      | 4:04    |  |
| 17.             | Back It Up for Bobby | B.o.B                                               | AD, B.o.B         | 4:04    |  |
| 18.             | What Are We Doing    | B.o.B, Џејмс Шефер, Френк Романо, Данијел Морис     | B.o.B, Џим Џонсин | 3:27    |  |
| 19.             | Guest List           | B.o.B, Роско Даш                                    | B.o.B, Kutta      | 3:46    |  |
| 20.             | Ms. Professional     | B.o.B, Монтгомери III, Микел Ериксен, Тор Хермансен | Stargate          | 4:42    |  |
| Укупно трајање: | Укупно трајање:      | Укупно трајање:                                     | Укупно трајање:   | 83:00   |  |

Напомене
- "Out of My Mind" садржи узорак пјесме "Airplanes", коју су отпјевали B.o.B и Хејли Вилијамс.
- "Back It Up for Bobby" садржи уметање пјесме "Supercalifragilisticexpialidocious", коју су отпјевали Џули Ендруз и Дик ван Дајк.

## Особље
Заслуге за албум Strange Clouds прилагођене су са сајта Allmusic.
| - Тифани Елми – правни сајветник - Billboard – инструментација, продуцент, програмирање - B.o.B – извршни продуцент, гитара, акустична гитара, инструментација, клавир, продуцент, програмирање, солиста, вокал - Делберт Бауерс – асистент - Мајк Карен – A&R - Смит Карлсон – инжињер - Елиот Картер – инжињер - TJ Chapman – менаџмент - Аријел Чобаз – инжињер - Cirkut – инструментација, продуцент, програмирање - Џозеф Култис – фотографија - Ана Деклемент – A&R - Dr. Luke – инструментација, продуцент, програмирање - Џереми Дисолје – композитор - Двејн Картер – композитор - Скот Фелчер – правни сајветник - Николаос Јанулидис - инструментација, композитор, продуцент, програмирање, вокал - Џои Фриц – миксање - Џастин Франкс – композитор - Еван Фрејфелд – правни сајветник - Frequency – инжињер, продуцент - Жили Фрост – вокал - Брајан Фрејзел – композитор - Крис Галанд – асистент - Шон Гарет – композитор - Крис Герхигнер – мастеринг - Сербан Генеа – миксање - Клинт Гибс – асистент, инжињер - Лукас Готвалд – композитор, вокал - Александер Грант – композитор - Џон Хан – инжињер, миксање - Роберт Клајд - композитор - Клифорд Харис – композитор - Стивен Џошуа Хил – композитор - Бредли Хорн – инжињер - Гази Хурани – асистент - Катрин Хјуџ – композитор - Џејми Хејдер – вокал - Ава Џејмс – асистент - Метју Жомф – композитор - Џејмелсон Џонс – композитор, инструментација, продуцент, програмирање - Џин Џонсин – извршни продуцент - Меган Џојс – правни сајветник | - Като – бас гитара - Takehiko Kato – композитор - Валентино Кан – композитор, продуцент - Кајл Кинг – композитор - Алекс Кирзхнер Kirzhner – умјетничко усмјерење, дизајн - Кул Којак – вокал - Брент Куцл – композитор, клавир - Хозе Лопез (Mynority)– композитор - Амар Малик – композитор, инструментација, програмирање - Мени – миксање - Тан Марсел – инжињер - Кори Милер - инжињер - Кејти Мичар – координација, координација производње - Монтгомери III – композитор - Mynority – продуцент - Даг Петерсон – стручни сарадник продуцента - Мајкл Пиза – менаџер пошиљки - Sab-Bion Portloc – вокал - Jasmine Pratt – композитор, вокал - Сем Рибак – A&R - Брајан Ричардсон – A&R, стручни сарадник продуцента, менаџмент - Ирена Рихтер – координација, координација производње - Delarry D.Fi Sanders – композитор, бубњеви - Мигел Скот – асистент - Фил Сефорд – асистент, помоћни инжињер, инжињер, миксање - Тео Седимајр – правни сајветник - Јон Шер – асистент - Боби Реј Симонс јуниор – композитор, инжињер - Пјер Рамон Слагтер – композитор - Тим Сомерс – композитор - Марша Хуберт сениор – маркетинг - Тејлор Свифт – вокал - T.I. – извршни продуцент - Рајан Тедер – композитор, акустична гитара, инструментација, продуцент, програмирање, вокал (позадина) - Иља Тошински – бенџо, акустична гитара - Треј Сонгз – вокал - Хенри Валтер – композитор, вокал - Мајкл Вилимс – композитор - Ноел Занканела – композитор, инструментација, продуцент, програмирање - Синди Зеплачински – правни сајветник |

## Позиција на листама
| листа (2012–16)        | Најбоља позиција |
| ---------------------- | ---------------- |
| Канадска листа албума  | 7                |
| Билборд 200            | 5                |
| Билборд хип хоп албуми | 1                |
| Билборд топ реп албуми | 1                |
| УК листа албума        | 30               |
| УК R&B листа албума    | 1                |

### Година и листа
| листа (2012)           | Позиција |
| ---------------------- | -------- |
| Билборд хип хоп албуми | 24       |

## Историја издања
| Регион               | Датум         | Тип                      | Издавачка кућа                           |
| -------------------- | ------------- | ------------------------ | ---------------------------------------- |
| Сједињене Државе     | 1. мај 2012.  | CD, дигитално преузимање | Гранд хустл, Ребел рок, Атлантик рекордс |
| Уједињено Краљевство | 7. мај 2012.  | CD, дигитално преузимање | Атлантик рекордс                         |
| Мађарска             | 21. мај 2012. | дигитално преузимање     | Атлантик рекордс                         |